# Balipedio
Balipedio è un termine propriamente militare indicante l'area destinata a poligono di tiro sperimentale per armi balistiche e di artiglieria.
Durante la prima e la seconda guerra mondiale, furono costruiti balipedi in varie zone d'Italia.

## Balipedio di Terni
Un altro risalente alla seconda metà dell'800 è presso la Fabbrica d'Armi di Terni, che come l'Acciaieria, costruita per la posizione lontana dai confini e dal mare (quindi non facilmente attaccabili dal nemico), nonché per la forza motrice data dalle acque del Nera e della cascata delle Marmore.
Usato per testare le corazze navali prodotte dall'adiacente acciaieria, esse venivano poste su un carrello ferroviario e trainate in fondo ad una galleria rettilinea scavata appositamente nella collina in località Pentima. Un cannone navale sparava il proiettile nel balipedio colpendo la corazza, quindi si rilevavano i danni, la penetrazione e la eventuale modificazione subita.
Al balipedio ternano è tuttora intitolata l'omonima via che vi conduce.

## Balipedio della Spezia

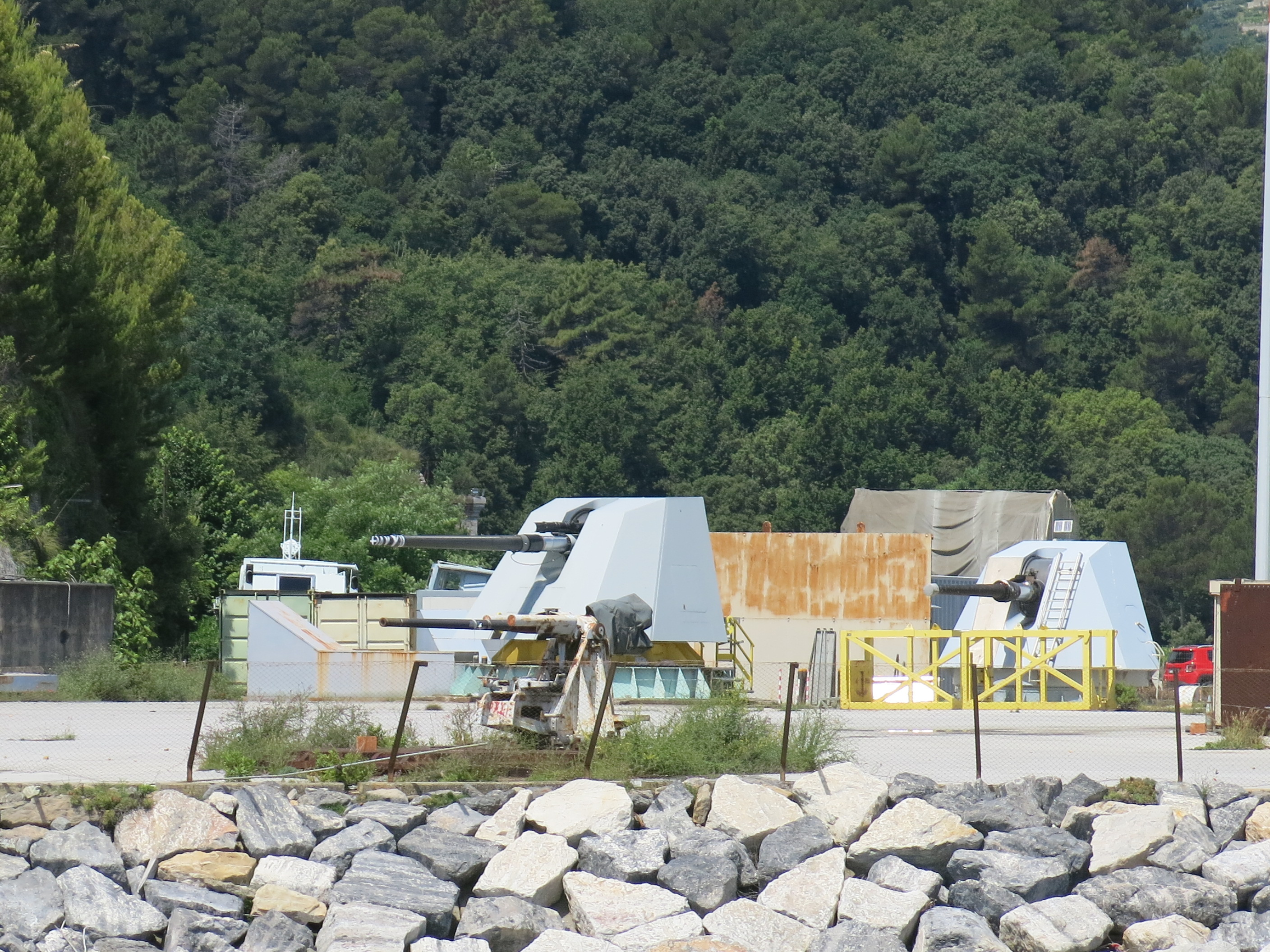
OTO Melara 76mm posizionato al balipedio

Nel golfo della Spezia è presente un balipedio, istituito con il Regio Decreto n. 270 (9 marzo 1911), che fu successivamente intitolato a Paolo Cottrau con Regio Decreto n. 352 (20 marzo 1921). Il sito ricade nel comune di Portovenere ed è attualmente operativo e gestito dal Centro di Supporto e Sperimentazione Navale.
Un'area destinata a poligono di tiro sperimentale per armi balistiche e di artiglieria si presenta all'ingresso del golfo spezzino, prospiciente la diga foranea. La struttura è contigua con il complesso del Varignano, sede del COMSUBIN. Si tratta di una realtà che presenta molte criticità sotto il profilo ambientale, come segnalato dalla relazione della Corte dei conti relativa alle bonifiche del settore difesa.